# Jensenia spinosa
Jensenia spinosa är en bladmossart som först beskrevs av Lindenb. et Gottsche, och fick sitt nu gällande namn av Riclef Grolle. Jensenia spinosa ingår i släktet Jensenia och familjen Pallaviciniaceae. Inga underarter finns listade i Catalogue of Life.